# Tylenchorhynchus dubius
Tylenchorhynchus dubius är en rundmaskart som först beskrevs av Butschli 1873. Enligt Catalogue of Life ingår Tylenchorhynchus dubius i släktet Tylenchorhynchus och familjen Belonolaimidae, men enligt Dyntaxa är tillhörigheten istället släktet Tylenchorhynchus och familjen Dolichodoridae. Arten är reproducerande i Sverige. Inga underarter finns listade i Catalogue of Life.